# Liste de studios produisant des films pornographiques

## Pornographie hétérosexuelle

### Allemagne
- Beate Uhse AGoui
- John Thompson Productions (en) (GGG)
- Magma film

### Canada
- Brazzers
- Productions Pegas

### États-Unis
- Adam & Eve
- Anabolic Video (en)
- Afro-Centric Productions
- Black Mirror Productions
- Bang Bros
- Caballero Home Video (en)
- Club Jenna
- Combat Zone (pt)
- Devil's film
- Diabolic Video (en)
- Digital Playground
- Digital Sin
- Elegant Angel
- Evil Angel
- Extreme Associates (en)
- Femme Productions
- Homegrown Video (en)
- Hustler Video
- Jill Kelly Productions
- JM Productions
- Jules Jordan Video
- Kink.com
- Mantra Films (en)
- Naughty America
- New Sensations
- Ninn Worx
- Pink Visual (en)
- Playboy
- Reality Kings
- Red Light District Video
- Shane's World (en)
- Sin City (en)
- Smash Pictures (en)
- Studio A
- Sweet Sinner
- Third Degree Films (en)
- Third World Media (en)
- VCA Pictures (en)
- Vivid Entertainment
- Vixen Media Group
  - Blacked
- Vouyer Media
- Wicked Pictures
- Zero Tolerance Entertainment (en)

### France
- Blue One / Alpha France
- Colmax
- Fred Coppula Prod
- Hot Video
- HPG Prod
- Jacquie et Michel
- Marc Dorcel
- V. Communications

### Japon
- Cross
- Dogma
- h.m.p. (en)
- Hokuto Corporation
  - Cinemagic
  - DAS
  - Moodyz
- Kuki Inc. (en)
- S1 No. 1 Style (en)
- Soft On Demand
- Wanz Factory (en)

### Autres
- Abbywinters.com,  Australie
- Brasileirinhas,  Brésil
- Color Climax Corporation (en),  Danemark
- Diva Futura (en),  Italie
- Private Media Group,  Suède/ Espagne
- Puzzy Power,  Danemark
- Taylor Wane Entertainment,  Royaume-Uni
- Viv Thomas  Royaume-Uni

## Pornographie gay

### États-Unis
- Active Duty (en)
- Athletic Model Guild (en)
- Bijou Video
- Buck Angel
- Catalina Video (es)
- Cobra Video (en)
- CockyBoys
- Colby Knox
- COLT Studio Group
- Corbin Fisher
- Falcon Studios
- Flava Works (en)
- Fitch Media par Pierre Fitch
- Grooby Productions
- Hot House Entertainment
- Jocks Studios
- Lucas Entertainment (en)
- Men.com
- Nova Studios (en)
- Raging Stallion Studios
- Studio 2000 (pt)
- Titan Media
- Treasure Island Media (en)
- VideoBoys Production

### France
- Berry Prod
- Citébeur
- Comme des Anges
- French Twinks
- Jean-Daniel Cadinot
- Menoboy

### Autres
- DiableX  Belgique
- Bel Ami  Slovaquie
- Cazzo Film  Allemagne
- Eurocreme (en)  Royaume-Uni
- HotMale  Danemark
- Kristen Bjorn Production  Royaume-Uni

## Pornographie lesbienne

### États-Unis
- Filly Films
- Girl Candy Films
- Girlfriends Films
- Girlsway
- Juicy Pink Box
- Pink and White Productions
- Triangle Films

### Autres
- Sweetheart Video  Canada